# Relations entre l'Abkhazie et la Turquie
Les relations entre l'Abkhazie et la Turquie constituent les relations étrangères bilatérales entre la république d'Abkhazie et la république de Turquie.
Les relations entre l'Abkhazie et la Turquie ne sont pas officiellement établies. Bien que la Turquie n'ait pas reconnu l'indépendance de l'Abkhazie et la considère comme faisant de jure partie de la Géorgie, les deux gouvernements entretiendraient des liens secrets.

## Historique
Le 22 septembre 1996, la Turquie annonce que les résidents d'Abkhazie ne seront plus autorisés à se rendre en Turquie avec des documents d'identité de l'époque soviétique et devront obtenir des passeports géorgiens.
En juillet 2009, le ministre abkhaze des Affaires étrangères, Sergueï Shamba, déclare que le gouvernement abkhaze a certains contacts avec le gouvernement turc, des négociations sur la reprise des liaisons aériennes et maritimes sont alors en cours.
Officiellement, le gouvernement turc ne veut pas contrarier son voisin et important partenaire commercial, la Géorgie. C'est aussi pourquoi la Turquie maintiendrait un embargo commercial strict sur l'Abkhazie. En 2009, plusieurs navires turcs se dirigeant vers l'Abkhazie sont stoppés par les forces navales géorgiennes dans les eaux internationales en raison du blocus maritime géorgien de l'Abkhazie.
Il existe une importante diaspora abkhaze composée des descendants des Abkhazes qui ont fui ou ont été expulsés d'Abkhazie au XIXe siècle.

## Contacts bilatéraux
En 1994, l'Abkhazie créée le poste de représentant plénipotentiaire de la république d'Abkhazie en république de Turquie. Le gouvernement turc jusqu'à aujourd'hui ne reconnaît pas ce représentant.
En septembre 2009, le sous-secrétaire adjoint du ministère des Affaires étrangères, Ünal Çeviköz, se rend dans la capitale abkhaze de Soukhoumi, où il rencontre des responsables abkhazes. Il s'agit de la première visite en Abkhazie d'un diplomate étranger depuis la guerre d'août 2008.
L'importance dans la Turquie dans la politique étrangère abkhaze est démontrée par la première visite du président Sergueï Bagapch à Ankara en avril 2011.
L'ambassadeur de Turquie en Géorgie, Murat Buhran, déclare en 2014 que la Turquie et l'Abkhazie ont créé un groupe spécial pour approfondir les relations "bilatérales".
En 2021, l'Abkhazie nomme un nouveau représentant plénipotentiaire de l'Abkhazie en Turquie, Ibrakhim Avidzba, qui travaillait auparavant pour le service de sécurité de l'État d'Abkhazie.

## Échanges
La Turquie est le deuxième partenaire commercial de l'Abkhazie, avec environ 18 % du chiffre d'affaires commercial de l'Abkhazie.
En 2016, l'Abkhazie rejoint les sanctions imposées par la Russie à la Turquie,.
En 2020, les banques turques Ziraat Bankası et Türkiye İş Bankası commencent à desservir le système de carte de crédit abkhaze APRA,. Le ministère géorgien des Affaires étrangères réagit en déclarant que les cartes APRA abkhazes sont des cartes Mir russes ordinaires.